# Chloropetalia selysi
Chloropetalia selysi là loài chuồn chuồn trong họ Chlorogomphidae. Loài này được Fraser mô tả khoa học đầu tiên năm 1929.